# Rapporto segnale/rumore
In telecomunicazioni ed elettronica il rapporto segnale-rumore, spesso abbreviato con la sigla inglese SNR (Signal to Noise Ratio) o S/N anche nell'uso italiano, è una grandezza numerica che mette in relazione la potenza del segnale utile rispetto a quella del rumore in un qualsiasi sistema di acquisizione, elaborazione o trasmissione dell'informazione.

## Definizione
Il rapporto segnale-rumore è un numero puro o adimensionale dato dal rapporto fra due grandezze omogenee che esprime quanto il segnale sia più potente del rumore nel sistema considerato. È formalmente espresso dalla relazione:
{\displaystyle SNR={P_{segnale} \over P_{rumore}}\quad {\text{con}}\quad 0\leq {SNR}<{\infty }}
dove {\displaystyle P_{segnale}} è la potenza del segnale utile e {\displaystyle P_{rumore}} la potenza totale del rumore presente nel sistema, grandezze queste solitamente espresse in watt o dBm.

## Applicazione e importanza
Può essere applicato indifferentemente a sistemi di natura ottica, elettronica, ecc. e si tratta di una grandezza fondamentale nell'ambito del trattamento dei segnali e della teoria dell'informazione. Un qualsiasi sistema che debba trasportare o trattare informazioni è infatti affetto da rumore, primo fra tutti il rumore termico, che è un fattore non ideale della trasmissione ovvero del tutto indesiderato che corrompe il segnale utile spesso sommandovisi in maniera additiva: tanto maggiore è la potenza di rumore rispetto alla potenza del segnale utile tanto minore è la qualità della comunicazione. È logico dunque aspettarsi che l'SNR sia un parametro di qualità che si cerca o si tenda in qualche modo a massimizzare o preservare il più possibile.
Esso è dunque un parametro di merito molto importante per il dimensionamento e il corretto funzionamento del sistemi di telecomunicazioni in quanto strettamente collegato alla capacità del sistema ricevente di rilevare il flusso informativo originario senza incorrere in alterazioni dovute a distorsione ed errori dovuti essenzialmente all'azione disturbante del rumore. Più basso è l'SNR, più sarà difficoltosa la decodifica del segnale ovvero più alta sarà la probabilità di errore e quindi anche il BER nelle trasmissioni digitali.
Nel caso di trasmissioni analogiche una diminuzione di SNR determina un deperimento graduale della qualità del segnale ricevuto (si pensi ad esempio a una radio FM che riceve male o a un televisore in cui compaiono audio o video disturbati: tipici casi di SNR basso); per le trasmissioni analogiche tuttavia è l'utente finale a stabilire una soglia di fruibilità del sistema.
Nel caso di trasmissioni digitali, invece, esiste una soglia minima di SNR sotto la quale il sistema non è in grado di funzionare (si pensi alla televisione digitale satellitare: o si vede bene o non si vede del tutto); l'errore di decisione/decodifica può essere tale da far decidere per un simbolo piuttosto che un altro; tuttavia grazie alle moderne tecniche di modulazione e di protezione dei dati tramite codifica di canale tale soglia è piuttosto bassa, al di sotto di quella che servirebbe per ottenere prestazioni analoghe su sistemi analogici.
La soglia minima di SNR è determinata dalla tecnologia dell'apparato ricevente; in fase di progetto di un sistema di telecomunicazioni il primo obiettivo è quindi quello di far pervenire al ricevitore un SNR sufficientemente elevato.
In Alta Fedeltà il rapporto segnale-rumore è uno dei parametri di merito fondamentali, anche se non l'unico, per la valutazione delle prestazioni di un impianto per quello che concerne la pulizia del suono prodotto, tanto che i preamplificatori di fascia alta sono realizzati in due distinti telai, uno contenente il circuito amplificatore, l'altro il circuito alimentatore.
Tale rapporto è legato inoltre alla velocità di trasmissione sul canale tramite il Teorema di Shannon-Hartley.
Il rapporto segnale-rumore decade con la distanza percorsa dal segnale sul canale o mezzo trasmissivo in virtù dell'attenuazione della potenza del segnale utile così che a una certa distanza dal trasmettitore rimane solo rumore. Tale decadimento fa decadere a sua volta  la velocità di trasmissione con la distanza sul canale stesso.
Esiste inoltre un parametro, il SINAD, concettualmente molto simile al SNR, e che insieme al rumore include anche la distorsione generata dal circuito: esso dà una valutazione più precisa della degradazione assunta da un segnale per effetto delle non idealità delle apparecchiature che attraversa, in particolare degli ADC e dei DAC, che possono in alcuni casi essere parecchio distorcenti.
In molti sistemi elettronici e di telecomunicazioni per ottenere una massimizzazione del rapporto segnale-rumore si usa comunemente un filtro adattato.